# Variabilă de stare
O variabilă de stare este o variabilă din setul celor care sunt folosite pentru a descrie starea matematică a unui sistem dinamic. Intuitiv, starea unui sistem descrie sistemul suficient pentru a determina comportamentul său viitor în absența forțelor externe care afectează sistemul. Se spune că modelele care constau din ecuații diferențiale de ordinul întâi cuplate sunt formate din variabile de stare.
În termodinamică pentru noțiunea de variabilă de stare se folosesc expresiile parametru de stare sau mărime de stare. Mai puțin direct, poate fi descris printr-un set adecvat de mărimi care include variabile de stare și funcții de stare.

## Exemple
- În sisteme mecanice, coordonatele pozițiilor și vitezele pieselor mecanice sunt variabile de stare tipice. Cunoscând acestea, este posibil să se determine starea viitoare a componentelor sistemului.
- În termodinamică un parametru de stare este o variabilă independentă a unei funcții de stare. Sunt funcții de stare temperatura, presiunea, volumul energia internă, entalpia, entropia, energia liberă, entalpia liberă, exergia și anergia.[3][4] Căldura și lucrul mecanic nu sunt funcții de stare, ci funcții de proces.
- În electrotehnică și electronică, tensiunile din noduri și curenții prin componentele circuitelor sunt de obicei variabile de stare. În orice circuit electric numărul de variabile de stare este egal cu numărul de elemente de stocare  (independente) a energiei, care sunt inductori și condensatori. Variabila de stare pentru un inductor este curentul prin inductor, în timp ce cea pentru un condensator este tensiunea pe condensator.
- În modelele ecosistemelor⁠(d) dimensiunile populației (sau concentrațiile) de plante, animale și resurse (nutrienți, material organic) sunt variabile de stare tipice.

## În ingineria sistemelor de control
În ingineria sistemelor de control⁠(d) și în alte domenii ale științei și ingineriei, variabilele de stare sunt folosite pentru a reprezenta stările unui sistem general. Setul de combinații posibile de valori ale variabilelor de stare se numește spațiul de stări⁠(d) al sistemului. Ecuațiile care leagă starea curentă a unui sistem cu cele mai recente stări de intrare și trecute sunt numite ecuații de stare, iar ecuațiile care exprimă valorile variabilelor de ieșire în termeni de variabile de stare și intrări se numesc ecuații de ieșire. După cum se arată mai jos, ecuațiile de stare și ecuațiile de ieșire pentru un sistem liniar invariant în timp⁠(d) pot fi exprimate folosind drept coeficienți matricile: A, B,  C și D
{\displaystyle A\in \mathbb {R} ^{N\times N},\quad B\in \mathbb {R} ^{N\times L},\quad C\in \mathbb {R} ^{M\times N},\quad D\in \mathbb {R} ^{M\times L},}
unde N, L și M sunt dimensiunile vectorilor care descriu starea, intrarea și respectiv ieșirea.

### Sisteme în timp discret
Vectorul de stare (vectorul variabilelor de stare) care reprezintă starea curentă a unui sistem în timp discret (adică un sistem digital) este {\displaystyle x[n]}, unde n este momentul discret în care sistemul este evaluat. Ecuațiile de stare în timp discret sunt
{\displaystyle x[n+1]=Ax[n]+Bu[n],}
care descriu următoarea stare a sistemului (x[n+1]) în funcție de starea curentă și intrările u[n] ale sistemului. Ecuațiile de ieșire sunt
{\displaystyle y[n]=Cx[n]+Du[n],}
care descriu ieșirea y[n] în funcție de stările curente și intrările u[n] ale sistemului.

### Sisteme în timp continuu
Vectorul de stare care reprezintă starea curentă a unui sistem în timp continuu (adică un sistem analogic) este {\displaystyle x(t)}, iar ecuațiile de stare în timp continuu care dau evoluția vectorului de stare sunt
{\displaystyle {\frac {dx(t)}{dt}}=Ax(t)+Bu(t),}
care descriu viteza continuă de modificare {\textstyle {\frac {dx(t)}{dt}}} a stării sistemului în raport cu starea curentă x(t) și intrările u(t) ale sistemului. Ecuațiile de ieșire sunt
{\displaystyle y(t)=Cx(t)+Du(t),}
care descriu ieșirea y(t) în funcție de stările curente x(t) și intrările u(t) ale sistemului.